# Rathcoole
Rathcoole (irl. Rath Cúil) – podmiejska wieś w hrabstwie Dublin Południowy w Irlandii, jest położona na południowym zachodzie od miasta Tallaght, graniczy ze wsią Saggart.